# Алексеев, Сергей Владимирович (хоккеист)
Сергей Владимирович Алексеев (1 июня 1994, Москва) — российский хоккеист, защитник.

## Карьера
Сергей Алексеев начал заниматься хоккеем в спортивных школах «Одинцово» и «Крылья Советов». В составе «Крыльев» провёл большую часть своей юношеской карьеры, выступал на уровне чемпионата Москвы среди юношей своей возрастной категории. В 2011 году на драфте юниоров КХЛ был выбран московским «Спартаком» и дебютировал на профессиональном уровне за его молодёжную команду. В сезоне 2012/2013, в составе МХК «Спартак» завоевал серебряные медали чемпионата, а уже в сезоне МХЛ 2013/2014 Алексеев выиграл свой первый серьёзный трофей в карьере, вместе с МХК «Спартак» завоевав кубок Харламова. Также спартаковская молодёжь в ранге чемпиона МХЛ выиграла почётный трофей — Кубок мира среди молодёжных клубных команд.
Перед началом сезона 2015/2016, в статусе свободного агента, перебрался в систему хабаровского «Амура», однако не дебютировав в КХЛ провёл сезон на уровне ВХЛ, выступая за дмитровскую «Звезду-ВДВ» и воронежский «Буран». Сезон 2016/2017 провёл в составе балашихинского «Динамо» и завоевал с командой Кубок Бра́тина — главный трофей лиги.
В сезоне 2017/2018 успешно прошёл сборы с московским «Динамо» и подписал с клубом двусторонний контракт на два года. Дебютировал в КХЛ 23 августа 2017 года, в домашней игре «динамовцев» против «Витязя». Всего, за основную команду, Алексеев провёл 3 матча за два сезона. Большую часть времени хоккеист выступал за фарм-клуб сине-белых — «Буран».

## Статистика выступлений
```
Регулярный сезон   
Сезон      Команда           Номер   Лига    И    Г    ГП  О   Штр    
---------------------------------------------------------------------
2011-2012  МХК Спартак        94     МХЛ     27   1    0   1    8
2012-2013  Спартак(плей-офф)  94     МХЛ      5   0    0   0    2
2012-2013  МХК Спартак        94     МХЛ     53   1    1   2    54
2013-2014  Спартак(плей-офф)  74     МХЛ     21   2    2   4    14
2013-2014  МХК Спартак        74     МХЛ     48   2    8   10   32
2014-2015  МХК Спартак        74     МХЛ     46   7    9   16   24
2014-2015  Спартак(плей-офф)  74     МХЛ      8   1    2   3    12
2015-2016  Буран              27     ВХЛ      2   0    0    0   0
2016-2017  Динамо(плей-офф)   70     ВХЛ     17   0    2    2   27
2016-2017  Динамо Балашиха    70     ВХЛ     35   5    2    7   39
2016-2017  Буран              71     ВХЛ     30   1    1    2   14
2016-2017  Динамо М           70     КХЛ      1   0    0    0    0
2017-2018  Динамо М           70     КХЛ      1   0    0    0    0
2018-2019  Динамо М           70     КХЛ      2   0    0    0   0
```

## Достижения
- Серебряный призёр МХЛ сезона 2012/2013
- Обладатель кубка Харламова сезона 2013/2014
- Обладатель кубка среди молодёжных клубных команд 2014
- Обладатель Кубка Бра́тина 2016/2017
- Обладатель Кубка мэра Москвы-2018